# ハリエダケカビ
ハリエダケカビ・マキエダケカビはいずれも接合菌類のカビであるHelicostylumに与えられた和名である。

## 特徴
ハリエダケカビ・マキエダケカビはいずれも接合菌門接合菌綱ケカビ目に属するカビである。名前の由来は独特の横枝に小胞子嚢をつけることからで、ハリエダケカビはその枝先が針状にとがり、マキエダケカビはその枝が巻蔓状になっていることに由来する。この両者は一応 Helicostylum属のカビに与えられた和名である。
菌糸体はケカビに似たものである。通常の寒天培地上でよく成長する。気中菌糸や匍匐菌糸は出さない。無性生殖は胞子嚢胞子によるが、これを大きい胞子嚢と小胞子のうに作る。胞子のう柄は直立し、先端に大きな胞子のうをつける。
大きい胞子のうはほぼ球形で、柱軸があり、アポフィシスはない。
小胞子嚢は胞子のう柄の側面に出る。単独でまばらに出るもの、ある程度束になって出るものがあり、また、その枝先に単独の小胞子のうがつく場合、その枝の側枝として小胞子のうが出る場合がある。後者の場合、横枝の先端は針状突起となる。
有性生殖は接合胞子のうの形成による。形はほぼケカビのものと同じである。ただし自家不和合性である。

## 生育環境
低温を好む。野外では獣の糞から分離されることが多い。冷蔵庫内の肉類に発生する場合もある。この属のH. pulchrumは、エダケカビと共に冷蔵保存中の牛肉に接種して熟成に用いる場合がある。肉に風味と柔らかさが与えられると言う。
日本ではMikawa(1979)はH. freseniiを、野外では北海道のみから記録している。

## 和名の対象について
実のところ、日本ではカビ類にはほとんど属のレベルでしか和名が与えられていない。それがこれに限って二つあるのは、かつてはそれらが別属と考えられていたからである。すなわち、先端に大きな胞子のうをもち、その柄の側面から多数の小枝を出してその先端に小胞子のうをつける種類のうち、Helicostylum属には小胞子のうの枝が巻蔓状になる種が含まれ、これにはマキエダケカビの名を与えた。もう一つのChaetostylum属には小枝の先端に針状突起をもつ種が含まれたので、これがハリエダケカビという名となった。歴史的にはHelicostylumがまずエダケカビ属 Thamnidium に類似の別属として提示され(Corda 1842)、その後に Chaetostylum がそれに近縁の別属として提案された(van Tieghem & Le Monnier 1873)。さらに、それぞれに数種が次第に追加された。
ところが、種数が増え、詳細に研究が進むにつれ、株ごとの変異が大きく、この両者の区別が不明確になった。針状突起を持ちながら、小胞子のうの柄が巻蔓状になるものがあるのである。結果として、この二つの属を区別することはできないとしてChaetostylum属はHelicostylumのシノニム扱いとなった。こうして、和名を与えられた二つの群が一つにまとまってしまうこととなった。
他方で、それ以外の点でより重要な差異がある群が含まれているとの指摘が出た。そこでHelicostylum属からThamnostylum属が分離された(Arx & Upadhyay 1970)。ここで分けられたものは、匍匐菌糸があること、大型の胞子のうにも小胞子のうにもアポフィシスがあること、低温性ではないことなどが挙げられる。後にもう1属が区分されている（後述）。
という訳で、現在はこれらの和名がどれを指せばよいかがはっきりしていない。

## 分類
この属はその記載の当初からエダケカビ属との関連が指摘された。古くはこの属をエダケカビ属の亜属と扱った例もある。いずれにせよエダケカビ属に近縁と考えられ、エダケカビ科を認める場合、必ずこれに含められた。当然のように、ここから切り離された属もこの科に含まれ、エダケカビ科の中心を成すといってよい扱いをされてきた。ただし、分子系統による見直しの結果、エダケカビ科は認められなくなっている。この属についてはHoffmann et al.(2013)ではケカビ科としている。この属に含まれる2種は同一クレードに含まれており、ごく近いところにはピライラ Pilaira やピレラ Pirella が位置している。
現在この属に含まれている種は2つで、H. elegansはこの属のタイプ種であるが、現在では巻蔓状の枝だけではなく、先端が針状突起となった枝も出すことになっている。もう1種のH. pulchrumはハリエダケカビの形である。日本で以前にH. fresenii（あるいはChatostylum fresenii）とされていたものもこれである。いわば、学名としてはマキエダケカビの側が残ったが、属の内容の方はハリエダケカビっぽくなっている。

## 類似の属
サムノスチルム（Thamnostylum）は、以前はHelicostylumに含まれていたものだけによく似たものである。違いは先述のようによく気中菌糸を伸ばし、その先が基質につくと仮根を出し、そこから胞子のう柄を立てる。大きい胞子のうははっきりとしたアポフィシスがある。Helicostylumがケカビに小胞子のうを追加した形と見れば、こちらの方はクモノスカビに小胞子のうをつけたようなものである。小胞子のうは胞子のう柄の側面に出る小さなコブ状の突起の上に密生するか、枝分かれした先に生じる。小胞子のうにもアポフィシスがある。動物の糞でよく発見される。温暖な場所を好む。4種ほどが知られるが、T. piriforme(旧名のHelicostylum piriformeが使われることもある)は普通種で、この項で扱うものの中では、日本ではこれが一番よく見つかる。ネズミの糞などから出現する。したがって、これがマキエダケカビと呼ばれたカビとも言える。
Kirkiaは1995年にBennyがHelicostylumから分けられたもので、ただ一種 K. cordenseのみを含む。姿はマキエダケカビそのものであるが、針状突起を出さないことと、低温を好まない点で異なる。この種はインドの森林土壌から発見されたが、不思議なことにその時の新種記載に使われたタイプ株以外に発見されていないらしい。